# Frota de aeronaves da Gol Linhas Aéreas Inteligentes
| Esta lista foi atualizada pela última vez no dia 31 de agosto de 2023 e pode não refletir a situação atual da companhia. |

A frota de aeronaves da Gol Linhas Aéreas Inteligentes é composta por 140 aeronaves. 

## Frota
| Boeing 737-700    | 18  | —   | 138 | Rotas domésticas de baixa ocupação                          |  |  |
| Boeing 737-800    | 84  | —   | 186 | Rotas domésticas e internacionais                           |  |  |
| Boeing 737 MAX 8  | 37  | 103 | 186 | Entregas a partir de Junho de 2018 e 59 pedidos cancelados. |  |  |
| Boeing 737 MAX 10 | 0   | 30  | 216 |                                                             |  |  |
| Total             | 139 | 133 |     |                                                             |  |  |

Obs: (E) = Economy/Econômica, (B) = Business e (C) ou (F1) = First Class/Primeira Classe

### Frota histórica
| Aeronave       | Quantidade | Anos de operação | Notas                   |
| -------------- | ---------- | ---------------- | ----------------------- |
| Boeing 767-200 | 1          | 2007–2011        | Remanescente da Varig.  |
| Boeing 767-300 | 8          | 2007–2011        | Remanescentes da Varig. |

## Boeing 737-700
| Prefixo | Número de série | Entregue em (idade)              | Notas                                |
| ------- | --------------- | -------------------------------- | ------------------------------------ |
| PR-GEA  | 3026            | 1 de maio de 2009 (15 anos)      |                                      |
| PR-GEC  | 3678            | 23 de junho de 2011 (13 anos)    |                                      |
| PR-GED  | 3799            | 11 de outubro de 2011 (13 anos)  |                                      |
| PR-GEE  | 1260            | 14 de junho de 2012 (12 anos)    | Locada da AWAS                       |
| PR-GEH  | 2241            | 16 de junho de 2015 (9 anos)     | Locada da GECAS                      |
| PR-GEI  | 2266            | 17 de julho de 2015 (9 anos)     | Locada da GECAS                      |
| PR-GEJ  | 2165            | 27 de dezembro de 2015 (9 anos)  | Não utilizada, locada da DAE Capital |
| PR-GEK  | 2187            | fevereiro de 2016 (3 anos)       | Locada da DAE Capital                |
| PR-GEQ  | 2585            | 25 de outubro de 2019 (2 anos)   |                                      |
| PR-GEU  | 1785            | 22 de dezembro de 2020 (1 ano)   |                                      |
| PR-GIH  | 1203            | 16 de março de 2006 (18 anos)    | Locada da GECAS                      |
| PR-GOQ  | 1215            | 19 de outubro de 2008 (16 anos)  | Locada da GECAS                      |
| PR-GOR  | 1231            | 21 de novembro de 2002 (22 anos) | Locada da GECAS                      |
| PR-VBH  | 0944            | 26 de novembro de 2008 (16 anos) | Locada da CIT                        |
| PR-VBQ  | 0372            | 19 de outubro de 2008 (16 anos)  | Locada da GECAS                      |
| PR-VBU  | 0429            | 3 de dezembro de 2013 (11 anos)  | Locada da AerCap                     |
| PR-VBW  | 0776            | 6 de fevereiro de 2009 (16 anos) | Locada da GECAS                      |
| PR-VBX  | 0716            | 16 de abril de 2009 (15 anos)    | Locada da GECAS                      |

## Boeing 737-800
| Prefixo | Fabricante | Nome    | Modelo            | Motores                    | Nº de poltronas | Número de série | Ano de fabricação | Entregue em             | Status      | Notas                                   |
| ------- | ---------- | ------- | ----------------- | -------------------------- | --------------- | --------------- | ----------------- | ----------------------- | ----------- | --------------------------------------- |
| PR-GGE  | Boeing     | 737-800 | 737-8EH(WL)(B738) | 2x CFM International CFM56 | E-186           | 2665            | 2008              | 14 de julho de 2008     | Ativo       |                                         |
| PR-GGF  | Boeing     | 737-800 | 737-8EH(WL)(B738) | 2x CFM International CFM56 | E-186           | 2749            | 2008              | 11 de dezembro de 2008  | Armazenado  |                                         |
| PR-GGG  | Boeing     | 737-800 | 737-8EH(WL)(B738) | 2x CFM International CFM56 | E-186           | 2809            | 2009              | 20 de fevereiro de 2009 | Ativo       |                                         |
| PR-GGH  | Boeing     | 737-800 | 737-8EH(WL)(B738) | 2x CFM International CFM56 | E-186           | 2864            | 2009              | 9 de abril de 2009      | Armazenado  |                                         |
| PR-GGJ  | Boeing     | 737-800 | 737-8EH(WL)(B738) | 2x CFM International CFM56 | E-186           | 2786            | 2009              | 29 de janeiro de 2009   | Ativo       |                                         |
| PR-GGL  | Boeing     | 737-800 | 737-8EH(WL)(B738) | 2x CFM International CFM56 | E-186           | 2890            | 2009              | 7 de maio de 2009       | Ativo       |                                         |
| PR-GGM  | Boeing     | 737-800 | 737-8EH(WL)(B738) | 2x CFM International CFM56 | E-186           | 2920            | 2009              | 4 de junho de 2009      | Ativo       |                                         |
| PR-GGN  | Boeing     | 737-800 | 737-8EH(WL)(B738) | 2x CFM International CFM56 | E-186           | 2991            | 2009              | 13 de agosto de 2009    | Estacionado |                                         |
| PR-GGP  | Boeing     | 737-800 | 737-8EH(WL)(B738) | 2x CFM International CFM56 | E-186           | 3076            | 2009              | 29 de outubro de 2009   | Estacionado |                                         |
| PR-GGQ  | Boeing     | 737-800 | 737-8EH(WL)(B738) | 2x CFM International CFM56 | E-186           | 3103            | 2009              | 25 de novembro de 2009  | Armazenado  |                                         |
| PR-GGR  | Boeing     | 737-800 | 737-8EH(WL)(B738) | 2x CFM International CFM56 | E-186           | 3106            | 2009              | 25 de novembro de 2009  | Ativo       |                                         |
| PR-GGW  | Boeing     | 737-800 | 737-8EH(WL)(B738) | 2x CFM International CFM56 | E-186           | 3165            | 2010              | 3 de fevereiro de 2010  | Armazenado  |                                         |
| PR-GGX  | Boeing     | 737-800 | 737-8EH(WL)(B738) | 2x CFM International CFM56 | E-186           | 3180            | 2010              | 18 de fevereiro de 2010 | Armazenado  |                                         |
| PR-GGZ  | Boeing     | 737-800 | 737-8EH(WL)(B738) | 2x CFM International CFM56 | E-186           | 3205            | 2010              | 11 de março de 2010     | Ativo       |                                         |
| PR-GOP  | Boeing     | 737-800 | 737-8BK(WL)(B738) | 2x CFM International CFM56 | E-186           | 1194            | 2002              | 26 de setembro de 2002  | Estacionado |                                         |
| PR-GTB  | Boeing     | 737-800 | 737-8EH(WL)(B738) | 2x CFM International CFM56 | E-186           | 2020            | 2006              | 18 de agosto de 2006    | Ativo       |                                         |
| PR-GTC  | Boeing     | 737-800 | 737-8EH(WL)(B738) | 2x CFM International CFM56 | E-186           | 2028            | 2006              | 31 de agosto de 2006    | Ativo       |                                         |
| PR-GTE  | Boeing     | 737-800 | 737-8EH(WL)(B738) | 2x CFM International CFM56 | E-186           | 2052            | 2006              | 21 de setembro de 2006  | Ativo       |                                         |
| PR-GTG  | Boeing     | 737-800 | 737-8EH(WL)(B738) | 2x CFM International CFM56 | E-186           | 2075            | 2006              | 12 de outubro de 2006   | Ativo       |                                         |
| PR-GTH  | Boeing     | 737-800 | 737-8EH(WL)(B738) | 2x CFM International CFM56 | E-186           | 2091            | 2006              | 30 de outubro de 2006   | Ativo       |                                         |
| PR-GTJ  | Boeing     | 737-800 | 737-8EH(WL)(B738) | 2x CFM International CFM56 | E-186           | 2110            | 2006              | 20 de novembro de 2006  | Armazenado  |                                         |
| PR-GTL  | Boeing     | 737-800 | 737-8EH(WL)(B738) | 2x CFM International CFM56 | E-186           | 2215            | 2007              | 22 de março de 2007     | Ativo       |                                         |
| PR-GTM  | Boeing     | 737-800 | 737-8EH(WL)(B738) | 2x CFM International CFM56 | E-186           | 2240            | 2007              | 19 de abril de 2007     | Ativo       |                                         |
| PR-GTV  | Boeing     | 737-800 | 737-8EH(WL)(B738) | 2x CFM International CFM56 | E-186           | 2420            | 2007              | 29 de outubro de 2007   | Ativo       |                                         |
| PR-GUA  | Boeing     | 737-800 | 737-8EH(WL)(B738) | 2x CFM International CFM56 | E-186           | 3301            | 2010              | 10 de junho de 2010     | Ativo       |                                         |
| PR-GUB  | Boeing     | 737-800 | 737-8EH(WL)(B738) | 2x CFM International CFM56 | E-186           | 3309            | 2010              | 17 de junho de 2010     | Ativo       |                                         |
| PR-GUC  | Boeing     | 737-800 | 737-8EH(WL)(B738) | 2x CFM International CFM56 | E-186           | 3430            | 2010              | 22 de outubro de 2010   | Ativo       |                                         |
| PR-GUD  | Boeing     | 737-800 | 737-8EH(WL)(B738) | 2x CFM International CFM56 | E-186           | 3466            | 2010              | 18 de novembro de 2010  | Ativo       |                                         |
| PR-GUE  | Boeing     | 737-800 | 737-8EH(WL)(B738) | 2x CFM International CFM56 | E-186           | 3473            | 2010              | 22 de novembro de 2010  | Ativo       |                                         |
| PR-GUF  | Boeing     | 737-800 | 737-8EH(WL)(B738) | 2x CFM International CFM56 | E-186           | 3508            | 2010              | 21 de dezembro de 2010  | Ativo       |                                         |
| PR-GUG  | Boeing     | 737-800 | 737-8EH(WL)(B738) | 2x CFM International CFM56 | E-186           | 3639            | 2011              | 27 de maio de 2011      | Ativo       |                                         |
| PR-GUH  | Boeing     | 737-800 | 737-8EH(WL)(B738) | 2x CFM International CFM56 | E-186           | 3667            | 2011              | 9 de junho de 2011      | Ativo       |                                         |
| PR-GUI  | Boeing     | 737-800 | 737-8EH(WL)(B738) | 2x CFM International CFM56 | E-186           | 3722            | 2011              | 4 de agosto de 2011     | Ativo       |                                         |
| PR-GUJ  | Boeing     | 737-800 | 737-8EH(WL)(B738) | 2x CFM International CFM56 | E-186           | 3745            | 2011              | 18 de agosto de 2011    | Ativo       |                                         |
| PR-GUK  | Boeing     | 737-800 | 737-8EH(WL)(B738) | 2x CFM International CFM56 | E-186           | 3760            | 2011              | 1 de setembro de 2011   | Ativo       |                                         |
| PR-GUL  | Boeing     | 737-800 | 737-8EH(WL)(B738) | 2x CFM International CFM56 | E-186           | 3785            | 2011              | 6 de outubro de 2011    | Ativo       |                                         |
| PR-GUM  | Boeing     | 737-800 | 737-8EH(WL)(B738) | 2x CFM International CFM56 | E-186           | 3823            | 2011              | 1 de novembro de 2011   | Ativo       |                                         |
| PR-GUN  | Boeing     | 737-800 | 737-8EH(WL)(B738) | 2x CFM International CFM56 | E-186           | 3912            | 2012              | 2 de fevereiro de 2012  | Ativo       |                                         |
| PR-GUP  | Boeing     | 737-800 | 737-8EH(WL)(B738) | 2x CFM International CFM56 | E-186           | 4114            | 2012              | 20 de julho de 2012     | Ativo       |                                         |
| PR-GUQ  | Boeing     | 737-800 | 737-8EH(WL)(B738) | 2x CFM International CFM56 | E-186           | 4160            | 2012              | 30 de agosto de 2012    | Ativo       |                                         |
| PR-GUR  | Boeing     | 737-800 | 737-8EH(WL)(B738) | 2x CFM International CFM56 | E-186           | 4144            | 2012              | 16 de agosto de 2012    | Ativo       |                                         |
| PR-GUT  | Boeing     | 737-800 | 737-8EH(WL)(B738) | 2x CFM International CFM56 | E-186           | 4203            | 2012              | 5 de outubro de 2012    | Ativo       |                                         |
| PR-GUU  | Boeing     | 737-800 | 737-8EH(WL)(B738) | 2x CFM International CFM56 | E-186           | 4248            | 2012              | 13 de novembro de 2012  | Ativo       |                                         |
| PR-GUV  | Boeing     | 737-800 | 737-8EH(WL)(B738) | 2x CFM International CFM56 | E-186           | 4283            | 2012              | 14 de dezembro de 2012  | Ativo       |                                         |
| PR-GUX  | Boeing     | 737-800 | 737-8EH(WL)(B738) | 2x CFM International CFM56 | E-186           | 4319            | 2013              | 24 de janeiro de 2013   | Ativo       |                                         |
| PR-GUY  | Boeing     | 737-800 | 737-8EH(WL)(B738) | 2x CFM International CFM56 | E-186           | 4329            | 2013              | 1 de fevereiro de 2013  | Ativo       |                                         |
| PR-GUZ  | Boeing     | 737-800 | 737-8EH(WL)(B738) | 2x CFM International CFM56 | E-186           | 4353            | 2013              | 21 de fevereiro de 2013 | Ativo       |                                         |
| PR-GXA  | Boeing     | 737-800 | 737-8EH(WL)(B738) | 2x CFM International CFM56 | E-186           | 4387            | 2013              | 24 de março de 2013     | Ativo       |                                         |
| PR-GXB  | Boeing     | 737-800 | 737-8EH(WL)(B738) | 2x CFM International CFM56 | E-186           | 4382            | 2013              | 22 de março de 2013     | Ativo       |                                         |
| PR-GXC  | Boeing     | 737-800 | 737-8EH(WL)(B738) | 2x CFM International CFM56 | E-186           | 4432            | 2013              | 25 de abril de 2013     | Ativo       |                                         |
| PR-GXD  | Boeing     | 737-800 | 737-8EH(WL)(B738) | 2x CFM International CFM56 | E-186           | 4435            | 2013              | 3 de maio de 2013       | Ativo       |                                         |
| PR-GXE  | Boeing     | 737-800 | 737-8EH(WL)(B738) | 2x CFM International CFM56 | E-186           | 4501            | 2013              | 18 de junho de 2013     | Ativo       |                                         |
| PR-GXF  | Boeing     | 737-800 | 737-8EH(WL)(B738) | 2x CFM International CFM56 | E-186           | 4509            | 2013              | 26 de junho de 2013     | Ativo       |                                         |
| PR-GXH  | Boeing     | 737-800 | 737-8EH(WL)(B738) | 2x CFM International CFM56 | E-186           | 4544            | 2013              | 25 de julho de 2013     | Ativo       |                                         |
| PR-GXI  | Boeing     | 737-800 | 737-8EH(WL)(B738) | 2x CFM International CFM56 | E-186           | 4551            | 2013              | 1 de agosto de 2013     | Ativo       | Pintura temática da Smiles              |
| PR-GXJ  | Boeing     | 737-800 | 737-8EH(WL)(B738) | 2x CFM International CFM56 | E-186           | 4553            | 2013              | 13 de agosto de 2013    | Ativo       |                                         |
| PR-GXL  | Boeing     | 737-800 | 737-8EH(WL)(B738) | 2x CFM International CFM56 | E-186           | 4591            | 2013              | 4 de setembro de 2013   | Ativo       |                                         |
| PR-GXM  | Boeing     | 737-800 | 737-8EH(WL)(B738) | 2x CFM International CFM56 | E-186           | 4713            | 2013              | 5 de dezembro de 2013   | Ativo       |                                         |
| PR-GXN  | Boeing     | 737-800 | 737-8EH(WL)(B738) | 2x CFM International CFM56 | E-186           | 4741            | 2013              | 8 de janeiro de 2014    | Ativo       |                                         |
| PR-GXP  | Boeing     | 737-800 | 737-8EH(WL)(B738) | 2x CFM International CFM56 | E-186           | 4771            | 2014              | 29 de janeiro de 2014   | Ativo       |                                         |
| PR-GXQ  | Boeing     | 737-800 | 737-8EH(WL)(B738) | 2x CFM International CFM56 | E-186           | 4779            | 2014              | 4 de fevereiro de 2014  | Ativo       |                                         |
| PR-GXR  | Boeing     | 737-800 | 737-8EH(WL)(B738) | 2x CFM International CFM56 | E-186           | 4801            | 2014              | 20 de fevereiro de 2014 | Ativo       | Pintura temática Santos Dumont 150 Anos |
| PR-GXT  | Boeing     | 737-800 | 737-8EH(WL)(B738) | 2x CFM International CFM56 | E-186           | 4844            | 2014              | 27 de março de 2014     | Ativo       |                                         |
| PR-GXU  | Boeing     | 737-800 | 737-8EH(WL)(B738) | 2x CFM International CFM56 | E-186           | 4856            | 2014              | 4 de abril de 2014      | Ativo       |                                         |
| PR-GXV  | Boeing     | 737-800 | 737-8EH(WL)(B738) | 2x CFM International CFM56 | E-186           | 4931            | 2014              | 3 de junho de 2014      | Ativo       | Pintura temática Cartões Smiles         |
| PR-GXW  | Boeing     | 737-800 | 737-8EH(WL)(B738) | 2x CFM International CFM56 | E-186           | 4933            | 2014              | 10 de junho de 2014     | Ativo       |                                         |
| PR-GXX  | Boeing     | 737-800 | 737-8EH(WL)(B738) | 2x CFM International CFM56 | E-186           | 5224            | 2014              | 12 de janeiro de 2015   | Ativo       |                                         |
| PR-GYA  | Boeing     | 737-800 | 737-8EH(WL)(B738) | 2x CFM International CFM56 | E-186           | 5477            | 2015              | 30 de setembro de 2015  | Ativo       |                                         |
| PR-GYD  | Boeing     | 737-800 | 737-8EH(WL)(B738) | 2x CFM International CFM56 | E-186           | 5757            | 2016              | 28 de janeiro de 2016   | Ativo       |                                         |
| PR-GZH  | Boeing     | 737-800 | 737-8EH(WL)(B738) | 2x CFM International CFM56 | E-186           | 5054            | 2014              | 28 de junho de 2019     | Ativo       |                                         |
| PR-GZI  | Boeing     | 737-800 | 737-8EH(WL)(B738) | 2x CFM International CFM56 | E-186           | 4111            | 2012              | 27 de junho de 2019     | Ativo       |                                         |
| PR-GZK  | Boeing     | 737-800 | 737-8EH(WL)(B738) | 2x CFM International CFM56 | E-186           | 3074            | 2009              | 21 de novembro de 2019  | Ativo       |                                         |
| PR-GZS  | Boeing     | 737-800 | 737-8EH(WL)(B738) | 2x CFM International CFM56 | E-186           | 3821            | 2011              | 2 de dezembro de 2019   | Ativo       |                                         |
| PR-GZU  | Boeing     | 737-800 | 737-8EH(WL)(B738) | 2x CFM International CFM56 | E-186           | 3822            | 2011              | 6 de dezembro de 2019   | Ativo       |                                         |
| PR-GZV  | Boeing     | 737-800 | 737-8EH(WL)(B738) | 2x CFM International CFM56 | E-186           | 3053            | 2009              | 6 de dezembro de 2019   | Armazenado  |                                         |
| PR-GZW  | Boeing     | 737-800 | 737-86N(B738)     | 2x CFM International CFM56 | E-186           | 2117            | 2006              | 22 de janeiro de 2020   | Ativo       |                                         |
| PR-VBF  | Boeing     | 737-800 | 737-8EH(WL)(B738) | 2x CFM International CFM56 | E-186           | 2716            | 2008              | 18 de outubro de 2008   | Ativo       |                                         |
| PR-VBG  | Boeing     | 737-800 | 737-8EH(WL)(B738) | 2x CFM International CFM56 | E-186           | 2700            | 2008              | 19 de outubro de 2008   | Ativo       |                                         |
| PR-VBK  | Boeing     | 737-800 | 737-8EH(WL)(B738) | 2x CFM International CFM56 | E-186           | 2445            | 2007              | 30 de novembro de 2007  | Ativo       |                                         |
| PR-VBL  | Boeing     | 737-800 | 737-8EH(WL)(B738) | 2x CFM International CFM56 | E-186           | 2449            | 2007              | 29 de novembro 2007     | Ativo       |                                         |

## Boeing 737-800 BCF
Veículos utilizados para carga
| Prefixo | Fabricante | Nome | Modelo            | Motores                    | Nº de poltronas | Número de série | Ano de fabricação | Entregue em           | Status     | Notas |
| ------- | ---------- | ---- | ----------------- | -------------------------- | --------------- | --------------- | ----------------- | --------------------- | ---------- | --- |
| PS-GFA  | Boeing     | –    | 737-8EH(WL)(B738) | 2x CFM International CFM56 | –               | 2315            | 2007              | 28 de agosto de 2022  | Ativo      | O veículo já foi usado pela empresa com outra matrícula, a PR-GTP.                                                |
| PS-GFB  | Boeing     | –    | 737-8EH(WL)(B738) | 2x CFM International CFM56 | –               | 2457            | 2007              | 25 de janeiro de 2023 | Ativo      | |
| PS-GFC  | Boeing     | –    | 737-8EH(WL)(B738) | 2x CFM International CFM56 | –               | 2578            | 2007              | Não divulgado         | Ativo      | |
| PS-GFD  | Boeing     | –    | 737-8EH(WL)(B738) | 2x CFM International CFM56 | –               | 2431            | 2008              | Não divulgado         | Armazenado | O veículo já foi usado pela empresa com outra matrícula, a PR-GGD. Também já foi usado pela Webjet Linhas Aéreas. |

## Boeing 737 MAX 8
| Prefixo | Fabricante | Nome    | Modelo          | Motores               | Nº de poltronas | Número de série | Ano de fabricação | Entregue em             | Status | Notas                                                                    |
| ------- | ---------- | ------- | --------------- | --------------------- | --------------- | --------------- | ----------------- | ----------------------- | ------ | ------------------------------------------------------------------------ |
| PR-XMA  | Boeing     | 737 MAX | 737 MAX-8(B38M) | 2x CFM LEAP-X (1B-26) | E-186           | 43986           | 2018              | 28 de Junho de 2018     | Ativo  | Primeiro 737 MAX do Brasil                                               |
| PR-XMB  | Boeing     | 737 MAX | 737 MAX-8(B38M) | 2x CFM LEAP-X (1B-26) | E-186           | 43987           | 2018              | 20 de Agosto de 2018    | Ativo  |                                                                          |
| PR-XMC  | Boeing     | 737 MAX | 737 MAX-8(B38M) | 2x CFM LEAP-X (1B-26) | E-186           | 43988           | 2018              | 1 de Novembro de 2018   | Ativo  |                                                                          |
| PR-XMD  | Boeing     | 737 MAX | 737 MAX-8(B38M) | 2x CFM LEAP-X (1B-26) | E-186           | 43989           | 2018              | 10 de Outubro de 2018   | Ativo  |                                                                          |
| PR-XME  | Boeing     | 737 MAX | 737 MAX-8(B38M) | 2x CFM LEAP-X (1B-26) | E-186           | 60708           | 2018              | 31 de Outubro de 2018   | Ativo  |                                                                          |
| PR-XMF  | Boeing     | 737 MAX | 737 MAX-8(B38M) | 2x CFM LEAP-X (1B-26) | E-186           | 43990           | 2018              | 21 de Dezembro de 2018  | Ativo  |                                                                          |
| PR-XMG  | Boeing     | 737 MAX | 737 MAX-8(B38M) | 2x CFM LEAP-X (1B-26) | E-186           | 43991           | 2019              | 30 de janeiro de 2019   | Ativo  |                                                                          |
| PR-XMH  | Boeing     | 737 MAX | 737 MAX-8(B38M) | 2x CFM LEAP-X (1B-26) | E-186           | 43993           | 2019              | 21 de janeiro de 2022   | Ativo  |                                                                          |
| PR-XMI  | Boeing     | 737 MAX | 737 MAX-8(B38M) | 2x CFM LEAP-X (1B-26) | E-186           | 43994           | 2019              | 1 de fevereiro de 2022  | Ativo  |                                                                          |
| PR-XMJ  | Boeing     | 737 MAX | 737 MAX-8(B38M) | 2x CFM LEAP-X (1B-26) | E-186           | 60715           | 2019              | 2 de dezembro de 2021   | Ativo  |                                                                          |
| PR-XMK  | Boeing     | 737 MAX | 737 MAX-8(B38M) | 2x CFM LEAP-X (1B-26) | E-186           | 43995           | 2019              | 19 de abril de 2022     | Ativo  |                                                                          |
| PR-XML  | Boeing     | 737 MAX | 737 MAX-8(B38M) | 2x CFM LEAP-X (1B-26) | E-186           | 43996           | 2019              | 19 de março de 2022     | Ativo  |                                                                          |
| PR-XMM  | Boeing     | 737 MAX | 737 MAX-8(B38M) | 2x CFM LEAP-X (1B-26) | E-186           | 60232           | 2019              | 26 de janeiro de 2021   | Ativo  |                                                                          |
| PR-XMN  | Boeing     | 737 MAX | 737 MAX-8(B38M) | 2x CFM LEAP-X (1B-26) | E-186           | 61582           | 2019              | 4 de agosto de 2021     | Ativo  |                                                                          |
| PR-XMO  | Boeing     | 737 MAX | 737 MAX-8(B38M) | 2x CFM LEAP-X (1B-26) | E-186           | 61583           | 2019              | 10 de junho de 2021     | Ativo  |                                                                          |
| PR-XMP  | Boeing     | 737 MAX | 737 MAX-8(B38M) | 2x CFM LEAP-X (1B-26) | E-186           | 61584           | 2019              | 15 de junho de 2021     | Ativo  |                                                                          |
| PR-XMQ  | Boeing     | 737 MAX | 737 MAX-8(B38M) | 2x CFM LEAP-X (1B-26) | E-186           | 60234           | 2020              | 25 de julho de 2021     | Ativo  |                                                                          |
| PR-XMR  | Boeing     | 737 MAX | 737 MAX-8(B38M) | 2x CFM LEAP-X (1B-26) | E-186           | 60233           | 2019              | 17 de agosto de 2021    | Ativo  | Pintura temática de Harry Potter, Universal Studios                      |
| PR-XMS  | Boeing     | 737 MAX | 737 MAX-8(B38M) | 2x CFM LEAP-X (1B-26) | E-186           | 67772           | 2023              | —                       | —      |                                                                          |
| PR-XMT  | Boeing     | 737 MAX | 737 MAX-8(B38M) | 2x CFM LEAP-X (1B-26) | E-186           | 60235           | 2021              | 30 de setembro de 2021  | Ativo  |                                                                          |
| PR-XMU  | Boeing     | 737 MAX | 737 MAX-8(B38M) | 2x CFM LEAP-X (1B-26) | E-186           | 60236           | 2021              | 21 de outubro de 2021   | Ativo  |                                                                          |
| PR-XMV  | Boeing     | 737 MAX | 737 MAX-8(B38M) | 2x CFM LEAP-X (1B-26) | E-186           | 61585           | 2021              | 15 de dezembro de 2021  | Ativo  |                                                                          |
| PR-XMW  | Boeing     | 737 MAX | 737 MAX-8(B38M) | 2x CFM LEAP-X (1B-26) | E-186           | 60237           | 2021              | 28 de outubro de 2021   | Ativo  |                                                                          |
| PR-XMX  | Boeing     | 737 MAX | 737 MAX-8(B38M) | 2x CFM LEAP-X (1B-26) | E-186           | 61586           | 2021              | 15 de janeiro de 2022   | Ativo  |                                                                          |
| PR-XMY  | Boeing     | 737 MAX | 737 MAX-8(B38M) | 2x CFM LEAP-X (1B-26) | E-186           | 44008           | 2023              | 01 de dezembro de 2023  | Ativo  | —                                                                        |
| PR-XMZ  | Boeing     | 737 MAX | 737 MAX-8(B38M) | 2x CFM LEAP-X (1B-26) | E-186           | 44020           | 2023              | 30 de agosto de 2023    | Ativo  | —                                                                        |
| PS-GPA  | Boeing     | 737 MAX | 737 MAX-8(B38M) | 2x CFM LEAP-X (1B-26) | E-186           | 43615           | 2018              | 19 de novembro de 2021  | Ativo  | - A aeronave é ex-Jet Airways, VT-JXF                                    |
| PS-GPB  | Boeing     | 737 MAX | 737 MAX-8(B38M) | 2x CFM LEAP-X (1B-26) | E-186           | 43616           | 2018              | 19 de novembro de 2021  | Ativo  | - A aeronave é ex-Jet Airways, VT-JXH                                    |
| PS-GPC  | Boeing     | 737 MAX | 737 MAX-8(B38M) | 2x CFM LEAP-X (1B-26) | E-186           | 44864           | 2018              | 19 de novembro de 2021  | Ativo  | - A aeronave é ex-Jet Airways, VT-JXG                                    |
| PS-GPD  | Boeing     | 737 MAX | 737 MAX-8(B38M) | 2x CFM LEAP-X (1B-26) | E-186           | 44861           | 2018              | 16 de maio de 2022      | Ativo  | - A aeronave é ex-Jet Airways, VT-JXA                                    |
| PS-GPE  | Boeing     | 737 MAX | 737 MAX-8(B38M) | 2x CFM LEAP-X (1B-26) | F-12/E-156      | 60703           | 2018              | 10 de fevereiro de 2022 | Ativo  | - A aeronave é ex-Jet Airways, VT-JXB                                    |
| PS-GPF  | Boeing     | 737 MAX | 737 MAX-8(B38M) | 2x CFM LEAP-X (1B-26) | E-186           | 43558           | 2018              | 2 de junho de 2022      | Ativo  | - A aeronave é ex-Jet Airways, VT-JXD                                    |
| PS-GPG  | Boeing     | 737 MAX | 737 MAX-8(B38M) | 2x CFM LEAP-X (1B-26) | E-186           | 44862           | 2018              | 21 de janeiro de 2022   | Ativo  | - A aeronave é ex-Jet Airways, VT-JXC                                    |
| PS-GPH  | Boeing     | 737 MAX | 737 MAX-8(B38M) | 2x CFM LEAP-X (1B-26) | E-186           | 44310           | 2019              | 21 de setembro de 2022  | Ativo  | - A aeronave é um pedido desistido da Urumqi Air, da China               |
| PS-GPI  | Boeing     | 737 MAX | 737 MAX-8(B38M) | 2x CFM LEAP-X (1B-26) | E-186           | 44348           | 2019              | 16 de março de 2022     | Ativo  | - A aeronave é um pedido desistido da Urumqi Air, da China               |
| PS-GPJ  | Boeing     | 737 MAX | 737 MAX-8(B38M) | 2x CFM LEAP-X (1B-26) | E-186           | 60220           | 2019              | 30 de janeiro de 2022   | Ativo  | - A aeronave é ex-Corendon Airlines, TC-MKB                              |
| PS-GPK  | Boeing     | 737 MAX | 737 MAX-8(B38M) | 2x CFM LEAP-X (1B-26) | E-186           | 60202           | 2019              | 29 de julho de 2022     | Ativo  | - A aeronave é ex-Corendon Airlines, TC-MKE                              |
| PS-GPL  | Boeing     | 737 MAX | 737 MAX-8(B38M) | 2x CFM LEAP-X (1B-26) | E-186           | 65052           | 2019              | 27 de julho de 2022     | Ativo  | - A aeronave é um pedido desistido da Kunming Airlines, oriunda da China |
| PS-GPM  | Boeing     | 737 MAX | 737 MAX-8(B38M) | 2x CFM LEAP-X (1B-26) | E-186           | 65053           | 2019              | 15 de março de 2022     | Ativo  | - A aeronave é um pedido desistido da Kunming Airlines, oriunda da China |
| PS-GPN  | Boeing     | 737 MAX | 737 MAX-8(B38M) | 2x CFM LEAP-X (1B-26) | E-186           | 65054           | 2021              | 29 de janeiro de 2022   | Ativo  | - A aeronave é ex-Kunming Airlines (sem PFX)                             |